# Paramelomys
Paramelomys (Rümmler, 1936) è un genere di Roditori della famiglia dei Muridi.

## Descrizione

### Dimensioni
Al genere Paramelomys appartengono roditori di medie e piccole dimensioni, con lunghezza della testa e del corpo tra 100 e 195 mm, la lunghezza della coda tra 96 e 145 mm e un peso fino a 117 g.

### Caratteristiche craniche e dentarie
Il cranio ha un rostro di proporzioni normali, le ossa nasali sopravanzano quelle pre-mascellari. I fori palatali anteriori sono corti e larghi, mentre il palato è stretto. Le bolle timpaniche sono piccole.
Sono caratterizzati dalla seguente formula dentaria:

### Aspetto
La pelliccia è lunga, soffice e lanosa. Le orecchie sono piccole, rotonde e prive di peli. I piedi sono lunghi e sottili, l'alluce raggiunge la base delle altre 4 dita. La coda è più corta della testa e del corpo, rivestita da circa 10-14 anelli di scaglie per centimetro, non sovrapposte ma disposte in maniera simile alle tessere di un mosaico, piatte e generalmente corredate di un pelo ciascuna, eccetto che in Paramelomys lorentzii e Paramelomys moncktoni dove i peli sono tre. Le femmine hanno 2 paia di mammelle inguinali.

## Distribuzione
Si tratta di roditori terricoli endemici della Nuova Guinea.

## Tassonomia
Il genere comprende 9 specie.
- Paramelomys gressitti
- Paramelomys levipes
- Paramelomys lorentzii
- Paramelomys mollis
- Paramelomys moncktoni
- Paramelomys naso
- Paramelomys platyops
- Paramelomys rubex
- Paramelomys steini